# پچهنوک
پچهنوک یا بچهنک روستایی در دهستان جلگه چاه هاشم بخش جلگه چاه هاشم شهرستان دلگان استان سیستان و بلوچستان ایران است.

## جغرافیا
این روستا در ۳ کیلومتری جنوب اسفند قرار دارد. از جنوب به روستای دارپ و از شمال به روستای اسفند و از غرب به روستای دمیتان و از شرق به روستای گزان همسایه می‌باشد. شغل اصلی مردم روستا کشاورزی و دامپروری است.

## جمعیت
بر پایه سرشماری عمومی نفوس و مسکن در سال ۱۳۹۵ جمعیت این روستا ۱۲۷ نفر (۳۱خانوار) بوده‌است.